# Masmo skärgård
Masmo skärgård är öar i Finland.   De ligger i kommunen Pargas stad i landskapet Egentliga Finland, i den sydvästra delen av landet, 200 km väster om huvudstaden Helsingfors.
Masmo skärgård är det band av öar som ligger mellan Skiftet i väster och Stråket i öster. Ögruppen som omfattar ett hundratal öar och holmar sträcker sig från Åselholm i norr via Själö, Härklot, Nåtö och Tjuvö ner till Äpplö i söder.